# Władysław Kowalski (wrestler)
Edward Władysław Spulnik (również Wladek Kowalski i Walter Kowalski; ur. 13 października 1926 w Windsorze, Ontario, zm. 30 sierpnia 2008 w Malden, Massachusetts) – kanadyjski wrestler polskiego pochodzenia znany w biznesie wrestlingu jako Killer Kowalski. Członek galerii sław WWE Hall of Fame (1996) wprowadzony do tej loży przez Triple H’a.

## Kariera

### Wczesne życie
Urodził się w kanadyjskim Windsorze w prowincji Ontario jako Edward Władysław Spulnik i był dzieckiem polskich imigrantów do Kanady - Antoniego Spulnika i Marii Borowskiej. Jako nastolatek mierzył 193 cm wzrostu i uczęszczał do lokalnej filii YMCA, jednak nie wiązał przyszłości z jakimkolwiek sportem. Po wstąpieniu do college’u zainteresował się elektrotechniką. Po ukończeniu szkoły pracował na niepełnym etacie w fabryce Forda w Detroit oraz uczęszczał do University of Detroit.

### Wrestling
Istnieje kilka niepotwierdzonych relacji o tym w jaki sposób Spulnik wszedł w biznes zawodowych zapasów. Najpowszechniejsza teoria mówiła, że Kowalski zasłyszał informację o wysokich stawkach płaconych wrestlerom za występy co skłoniło go do porzucenia pracy w fabryce Forda, w której zarabiał 50 dolarów amerykańskich tygodniowo. Posiadając atletyczną budowę ciała zaczął uczęszczać do szkoły wrestlingu. Jego trenerem był Lou Thesz.
Zadebiutował w 1947 występując jako Tarzan Kowalski, później otrzymał kolejne pseudonimy ringowe: Hercules Kowalski, Killer Kowalski oraz The Polish Apollo. W okresie zimnej wojny zmienił pseudonim na Wladek Kowalski, gdyż jak twierdził nowy gimmick brzmiał groźnie. W czasie swojej 30-letniej kariery (1947-1977) występował tylko jako antagonista (heel) w takich organizacjach jak National Wrestling Alliance (NWA) i American Wrestling Association (AWA).
Toczył rywalizacje z takimi zawodnikami jak Orville Brown, Yukon Eric, Buddy Rogers. Rywalizacja z Yukon Erickiem z października 1952 przeszła do historii wrestlingu po tym jak w czasie jednej z walk Kowalski oderwał kawałek ucha Erickowi - zdarzenie to było całkowicie przypadkowe gdyż Yukon Eric cierpiał na zniekształcenie małżowiny usznej zwanej uchem zapaśnika.
W czerwcu 1958 był uczestnikiem incydentu w walce z Patem O’Connorem, kiedy to przypadkowo kopnął w przeponę sędziego specjalnego tego pojedynku – Jacka Dempseya przez co ten musiał zostać hospitalizowany. Dempsey nigdy nie winił Kowalskiego za ten wypadek, jednak wydarzenie to scementowało wizerunek Killera jako antagonistę i taki gimmick przystał do niego przez 30 lat kariery wrestlera.    
W 1963 zawalczył z Giant Babą co przyniosło Babie rozpoznawalność w Japonii i pozwoliło na jeszcze większą promocję wrestlingu w tym kraju. W grudniu 1972 został pierwszym w historii wrestlerem, który zdołał przypiąć André the Gianta (występującego jako Jean Ferre) na terenie Ameryki Północnej - walkę Kowalskiego z André the Giantem promowano hasłem Battle of the Giants. Walka ta przyniosła wzrost popularności André the Gianta w biznesie wrestlingu oraz ogólnie w showbiznesie na terenie Ameryki Północnej.
W latach 60. i 70. był głównym przeciwnikiem Bruno Sammartino w World Wide Wrestling Federation. Utworzył również tag team z Gorillą Monsoonem, a jego menedżerem został Red Berry. W listopadzie 1963 wraz z Monsoonem sięgnął po tytuł WWWF United States Tag Team Championship pokonując Brute Bernarda i Skulla Murphy’ego, jednak niespełna miesiąc później tytuł stracił na rzecz drużyny The Tolos Brothers.
W maju 1976 sięgnął wraz z Big Johnem Studdem jako drużyna The Executioners po tytuł WWF World Tag Team Championship. Tytuł ten musieli zwakować później na rzecz Chiefa Jay Strongbowa i Billy’ego White Wolfa ze względu na wystawienie pod przykrywką do walki trzeciego Executionera odgrywanego przez Nikolai Volkoffa.
W 1977 Kowalski przeszedł na emeryturę. Założył wtedy własną szkołę wrestlingu w Malden w stanie Massachusetts. Wśród alumnów szkoły wrestlingu Kowalskiego wyróżnić należy takich zawodników jak: Triple H, Chyna, Perry Saturn, John Kronus, Brittany Brown, Big John Studd, Damien Kane, Christopher Nowinski, Matt Bloom, April Hunter, R.J. Brewer, Frankie Kazarian, Nicole Raczynski, Kenny Dykstra, Tommaso Ciampa, Damien Sandow czy Fandango.
Od 1982 występował sporadycznie w wrestlingu na scenie niezależnej - ostatni pojedynek jako zawodnik odbył w 1993, natomiast w wrestlingowym ringu pojawił się jeszcze w marcu 2008 w federacji Top Rope Promotions.

#### Tytuły i osiągnięcia
- 50th State Big Time Wrestling

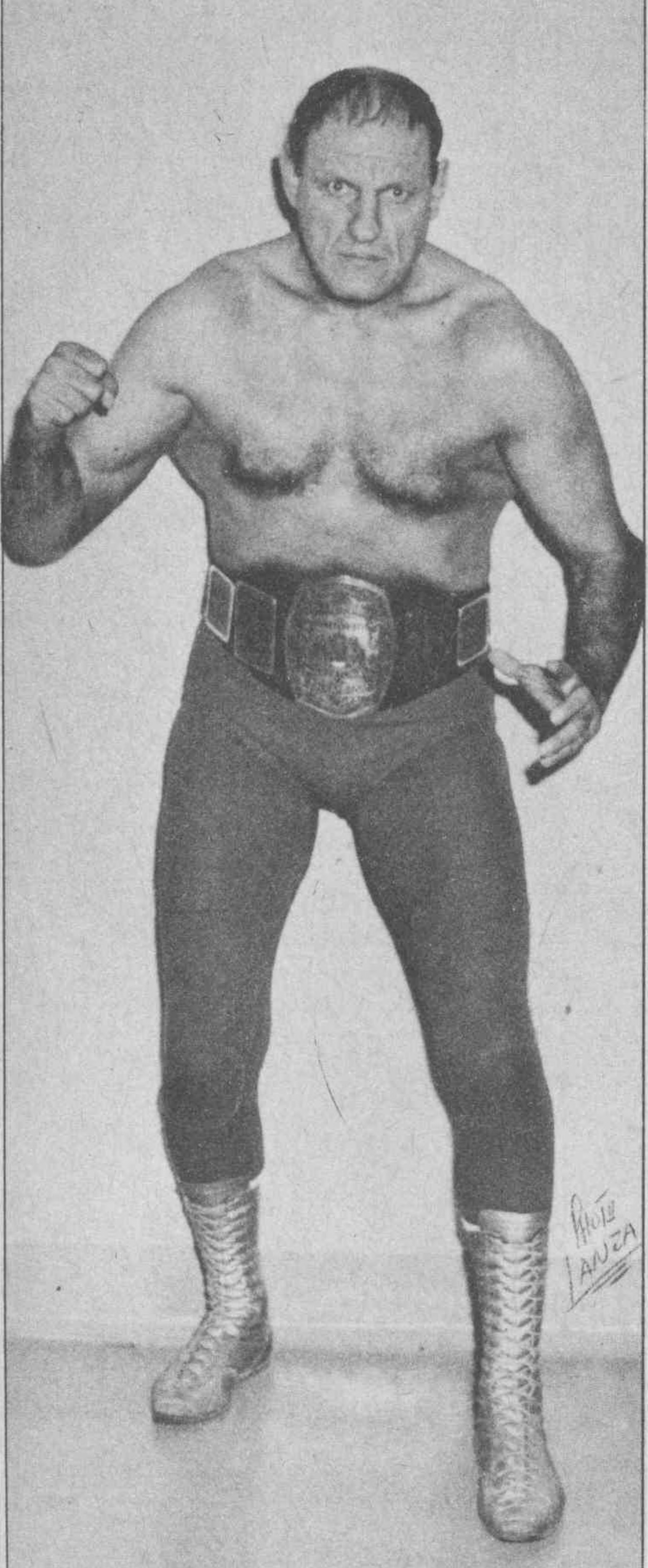
Killer Kowalski w 1973.

  - NWA United States Heavyweight Championship (wersja Hawaii) (1 raz)
- Atlantic Athletic Commission
  - AAC World Heavyweight Championship (1 raz)
- Cauliflower Alley Club
  - Iron Mike Mazurki Award (2002)
- Central States Wrestling
  - NWA Central States Heavyweight Championship (1 raz)
  - NWA Central States Tag Team Championship (1 raz) – z Bulldog Austinem
  - NWA Iowa Tag Team Championship (1 raz) – z Ripperem Danielsem
- Championship Wrestling from Florida
  - NWA Southern Heavyweight Championship (wersja Florida) (1 raz)
- International Wrestling Federation
  - IWF Heavyweight Championship (1 raz)
  - IWF Tag Team Championship (once) – z Johnnym Valiantem
- Montreal Athletic Commission
  - MAC International Heavyweight Championship (13 razy)
- NWA All-Star Wrestling
  - NWA Pacific Coast Tag Team Championship (wersja Vancouver) (2 razy) – z Oxem Andersonem (1 raz) i Gene’em Kiniskim (1 raz)
- NWA Hollywood Wrestling
  - NWA Americas Heavyweight Championship (1 raz)
  - NWA Americas Tag Team Championship (1 raz) – z Kinjim Shibuya
- NWA San Francisco
  - NWA Pacific Coast Heavyweight Championship (wersja San Francisco) (1 raz)
  - NWA Pacific Coast Tag Team Championship (wersja San Francisco) (1 raz) – z Hansem Hermanem
- New England Pro Wrestling Hall of Fame
  - Wprowadzony w 2008
- Pro Wrestling Illustrated
  - PWI Tag Team of the Year (1976) – z Big Johnem Studdem
  - PWI Stanley Weston Award (2010)
- Professional Wrestling Hall of Fame and Museum
  - Wprowadzony w 2003
- Southwest Sports, Inc. / Big Time Wrestling
  - NWA Texas Brass Knuckles Championship (2 razy)
  - NWA Texas Tag Team Championship (1 raz) – pokonał Duke’a Keomukę i Danny’ego Hodge’a w handicap matchu wygrywając tytuł.
- Stampede Wrestling
  - NWA Canadian Heavyweight Championship (wersja Calgary) (2 razy)
  - NWA International Tag Team Championship (wersja Calgary) (2 razy) – z Jimem Wrightem – Kowalski walczył w gimmicku Masked Destroyera kiedy zdobył tytuł.
  - Stampede Wrestling Hall of Fame (wprowadzony w 2005)
- United States Wrestling Federation
  - USWF Tag Team Championship – z Oxem Bakerem
- World Championship Wrestling (Australia)
  - IWA World Heavyweight Championship (5 razy)
  - IWA World Tag Team Championship (4 razy) – ze Skullem Murphym (2 razy), Billem Millerem (1 raz) i Markiem Lewinem (1 raz)
- World Wide Wrestling Federation/World Wrestling Federation
  - WWWF United States Tag Team Championship (1 raz) – z Gorillą Monsoonem
  - WWWF World Tag Team Championship (1 raz) – z Big Johnem Studdem
  - WWF Hall of Fame (wprowadzony w 1996)
- Wrestling Observer Newsletter
  - Wrestling Observer Newsletter Hall of Fame (wprowadzony w 1996)

### Inne media
Wystąpił w programie talk-show Late Night with David Letterman. Pojawił się również w teledysku do utworu Lost in the B-Zone amerykańskiej grupy avant-rockowej Birdsongs of the Mesozoic.

## Życie prywatne i śmierć
W 1953 został wegetarianinem inspirując się lekkoatletami Rogerem Bannisterem i Johnem Landy.
W czerwcu 2006 w wieku 80 lat poślubił Theresę Ferrioli. Do końca życia nie spożywał mięsa, produktów mlecznych oraz jaj, a także utrzymywał postawę abstynencką od picia alkoholu i palenia tytoniu. Na emeryturze zainteresował się również fotografią. W 2001 wydał książkę-album pt. Killer Pics: A Collection of Images from a Pro-Wrestling Legend.
W czerwcu 2007 został wprowadzony do galerii sław National Polish-American Sports Hall of Fame.
Tuż przed śmiercią jego stan zdrowia ulegał stopniowemu pogarszaniu. Uczęszczał do centrum rehabilitacyjnego w Everett w stanie Massachusetts, gdzie leczył się z urazu kolana. W sierpniu 2008 przeszedł zawał serca i został w następstwie podłączony do aparatury podtrzymującej życie, którą odłączono w dniu 18 sierpnia 2008. Zmarł niespełna dwa tygodnie później - 30 sierpnia 2008, w wieku 81 lat.